# 中國大陸LGBT人物列表
本條目列出中國大陸LGBT公眾人物，包括了公開身份或有可靠來源證實的同性戀、雙性戀和跨性別人物。

## 双性恋者
- 郭沫若（1892－1978）：中将、党和国家领导人、政治人物、作家。[1]
- 陳粒（1990－）：歌手。[2]

## 同性恋者
- 周丹（英语：Zhou Dan）（1989－）：律師、學者。[3]
- 李婷婷（1989－）：性別運動參與者。[4]
- 南康（1980－2008）：網路作家。[5]
- 任航（1987－2017）：攝影師、作家。[6]
- 崔子恩（1958－）：電影導演、作家、學者。[7]

- 高娅媛（1982－）：歌手。[8]
- 范坡坡（1985－）：電影導演、作家。[9]
- 包晗（1990－）：色情片演員、電影演員。[10]
- 陳霆（1968－）：工程師、前維基媒體理事會主席。[11]
- 周友平（1973－2014）：殺人罪犯。[12]
- 李義江（1980－2004）：殺人罪犯。[13]

## 跨性别者
- 金星（1967－）：電視節目主持人、舞蹈家。[14]
- 劉婷（1986）：新聞人物。[15]